# What's My Lion?
What's My Lion? est un cartoon réalisé par Robert McKimson, sorti en 1961.
Il met en scène Elmer Fudd.